# Terminalia kaernbachii
Terminalia kaernbachii är en tvåhjärtbladig växtart som beskrevs av Otto Warburg. Terminalia kaernbachii ingår i släktet Terminalia och familjen Combretaceae. Inga underarter finns listade i Catalogue of Life.